# Lukas Wagner
Lukas Wagner (født 19. november 2004) er en dansk fodboldspiller, der spiller som midterforsvarer for 2. Divisionsklubben Aarhus Fremad.

## Karriere

### Horsens
Wagner kom til AC Horsens fra Hatting/Torsted IF som U-13 spiller.  Allerede som 15-årig fik Wagner sin uofficielle debut for Horsens' førstehold i en venskabskamp mod AaB i september 2020.  Som 16 årig kom Wagner til U-19-truppen, hvor han blev fast starter for holdet. Han fortsatte også med at træne med førsteholdstruppen i anden halvdel af sæsonen 2020-21.
16-årige Wagner fik sin officielle debut for Horsens den 24. maj 2021 i en dansk Superliga- kamp mod OB.  Wagner startede på bænken, inden han erstattede Bjarke Jacobsen til de sidste par minutter.  Dette var hans eneste første holdskamp i sæsonen 2020-21.
I sæsonen 2021-22 fortsatte Wagner med at spille for U19. Han fik dog to optrædener for førsteholdet i den første halvdel af sæsonen, begge i DBU Pokalen.  I juli 2023 rykkede Wagner permanent til førsteholdstruppen. 

### Aarhus Fremad
Den 30. januar 2024 skiftede Wagner til 2. Divisionsklubben Aarhus Fremad . 